# Nicolas Ager
Nicolas Ager (také d´Agerius) (1568 Itenheim Alsasko - 20. června 1634 Štrasburk) byl francouzský botanik.

## Život
Nicolas Ager studoval v Basileji, promoval ve Štrasburku, kde od roku 1618 působil jako profesor medicíny a botaniky. Mimo jiné se zabýval zoofyty, otázkami výživy a psychickými chorobami. Je po něm pojmenována Paederota ageria.

## Dílo
- Theses physico-medicae de homine sano (1593)
- Disputatio de Zoophytis (1625)
- Disputatio de anima vegetativa (1629)
- De Vita et Morte a De nutritione.